# Judy (sang)
"Judy" er en komposition fra 1960 af Teddy Redell. Sangen blev indspillet samme år af Teddy Redell og udgivet på single, men uden større succes og med kun beskedent salg.

## Elvis Presleys version
Elvis Presley indspillede sin version af "Judy" den 12. marts 1961 hos RCA i deres Studio B i Nashville. Sangen blev udsendt på LP'en Something for Everybody, der kom på gaden i juni samme år og strøg ind på 1. pladsen på LP-hitlisten i USA. Elvis' udgave var et brag af en indspilning. Ikke mindst det iørefaldende klaverakkompagnement af Floyd Cramer var værd at bemærke.
Foruden Floyd Cramer medvirkede bl.a. Scotty Moore på guitar, D.J. Fontana på trommer og Homer "Boots" Randolph på saxofon, foruden korsang fra The Jordanaires.
Elvis Presleys version blev endvidere udsendt på single i 1967, hvor den fik en 78.-plads på den amerikanske Top 100. Singlens B-side var "There's Always Me" (Don Robertson), indspillet samme dag som "Judy" og ligeledes udsendt på LP'en Something for Everybody.

## Links
- Sangteksten Arkiveret 16. juni 2012 hos  Wayback Machine